# Nhựa gỗ

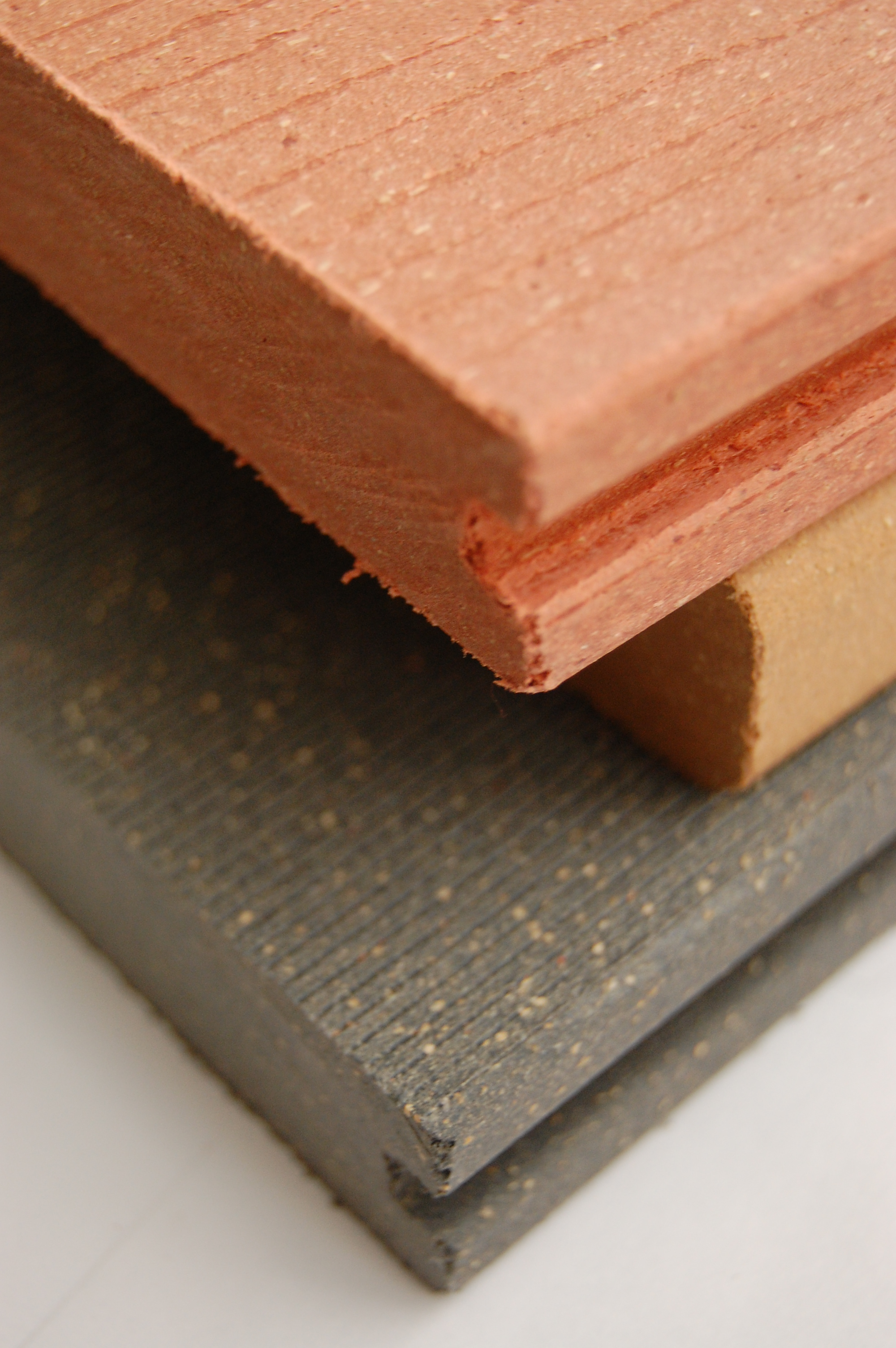
Nhựa gỗ

Nhựa gỗ (tiếng Anh: WPC – Wood Plastic Composite), còn gọi là Gỗ composite, là một loại nguyên liệu tổng hợp được tạo thành từ bột gỗ và nhựa. Ngoài nhựa và bột gỗ, WPC còn có thể chứa một số chất phụ gia làm đầy có gốc cellulose hoặc vô cơ. Do đó, WPC còn có thể được gọi là vật liệu composite nhựa sợi tự nhiên hay sợi tự nhiên được gia cường bằng nhựa.
WPC có nhiều ứng dụng trên thị trường, đặc biệt là sử dụng làm vật liệu thô. Nhựa gỗ được sử dụng rộng rãi nhất trong các công trình ngoài trời như lãnh vực ván sàn ngoài trời, ngoài ra còn có thể ứng dụng làm lan can, hàng rào ngoài trời, gỗ trang trí, tấm chắn, ghế công viên, khung bao cửa và cửa sổ,... hoặc có thể làm đồ gỗ nội ngoại thất. Các nhà sản xuất khẳng định rằng nhựa gỗ thân thiện với môi trường hơn và tốn ít chi phí bảo trì hơn các loại gỗ rắn xử lý khác. Ngoài bị nứt nẻ, bị rạn, các loại gỗ rắn xử lý này còn có thể bị mối mọt, mục rữa nhanh do môi trường ẩm ướt bên ngoài.
Nhựa gỗ hiện vẫn là một loại vật liệu rất mới mẻ so với lịch sử phát triển lâu dài của gỗ tự nhiên trong ứng dụng làm vật liệu xây dựng, nhưng nó có thể thay thế gỗ trong hầu hết trường hợp không chịu lực (non-structural). Nhựa gỗ được hình thành từ gỗ, (như mạt cưa, sợi bột giấy, vỏ đậu phộng, tre nứa, trấu,..) và nhựa (có thể sử dụng nhựa HDPE, PVC, PP, ABS, PS,...). Bột nhựa gỗ được trộn đều, đồng nhất, sau đó được đùn hoặc ép thành các hình dạng theo yêu cầu. Các phụ gia như chất tạo màu, chất tạo nối, chất ổn định, chất gia cường, chất tạo nổi,... sẽ giúp cho sản phẩm cuối cùng phù hợp cho nhiều hướng ứng dụng.
Một lợi thế lớn của gỗ nhựa so với gỗ là khả năng nguyên liệu có thể tạo hình thành hầu như bất kỳ hình dạng không gian nào theo yêu cầu. Nó dễ dàng uốn và cố định để tạo thành các đường cong lớn. Do sự kết hợp trong quá trình sản xuất, nhựa gỗ vừa có tính chất như gỗ: có thể gia công bằng các công cụ mộc truyền thống. Đồng thời, Nhựa gỗ vừa có tính chất như nhựa: khả năng chống ẩm, và chống mục nát, mặc dù độ cứng chắc không bằng gỗ thường, và có thể hơi biến dạng trong môi trường thời tiết cực nóng. Ưu điểm chính của những sản phẩm gỗ nhựa là việc xây dựng các công trình ngoài trời thay thế cho gỗ tự nhiên, không cần sơn do sản phẩm có thể được sản xuất với rất nhiều màu sắc, nhưng chủ yếu là các tông màu xám và màu nâu đất. Một ưu điểm nữa là thân thiện với môi trường, tận dụng được nguồn gỗ không thể sử dụng lại trong quá trình sản xuất các sản phẩm đồ gỗ, khi nguồn gỗ tự nhiên ngày càng khan hiếm.
Thành phần cấu tạo của gỗ composite: bột gỗ chiếm 55% - Hạt nhựa 36% (PE-PVC) - Bột đá 6% - Hợp chất kết dinh 3%.

## Nguy cơ cháy và phụ gia chống cháy
Loài vật liệu chất dẻo này sử dụng công thức WPC có đặc tính nguy cơ cháy thấp hơn chỉ dùng mỗi gỗ.
Với rủi ro cháy, các loại nguyên liệu WPC có thể sử dụng thêm các phụ gia dùng cho việc chống cháy, kháng cháy để giảm thiểu rủi ro cháy có thể xảy ra.